# Parco del Cinquantenario
Il parco del Cinquantenario (in neerlandese Jubelpark, in francese parc du Cinquantenaire) è un parco di 30 ettari, situato nella parte orientale del quartiere delle istituzioni europee tra i comuni di Bruxelles ed Etterbeek, in Belgio.
La maggior parte degli edifici del complesso a forma di ferro di cavallo che domina il parco furono commissionati da re Leopoldo II e costruiti per l'esposizione nazionale del 1880, a commemorazione del cinquantesimo anniversario dell'indipendenza belga. L'arco di trionfo centrale fu realizzato nel 1905. Le strutture sono in ferro, vetro e pietra, a simbolo dell'economia e dell'industria belga.
La parte nord del complesso ospita dal 1880 il Musée de l'armée, cui si sono successivamente affiancati il museo del Cinquantenario e il museo Autoworld, nella parte sud.
Nel parco sono inoltre presenti il tempio delle Passioni Umane (1886) e la Grande Moschea di Bruxelles (1978). Entrando dal cancello della Rue de la Loi è possibile ammirare il busto di Robert Schuman.
Sotto il parco passano la Linea 1 della metropolitana di Bruxelles e il tunnel Belliard destinato al traffico urbano.
Le fermate della metropolitana più vicine al parco sono Schuman e Mérode (rispettivamente a ovest e ad est del parco).

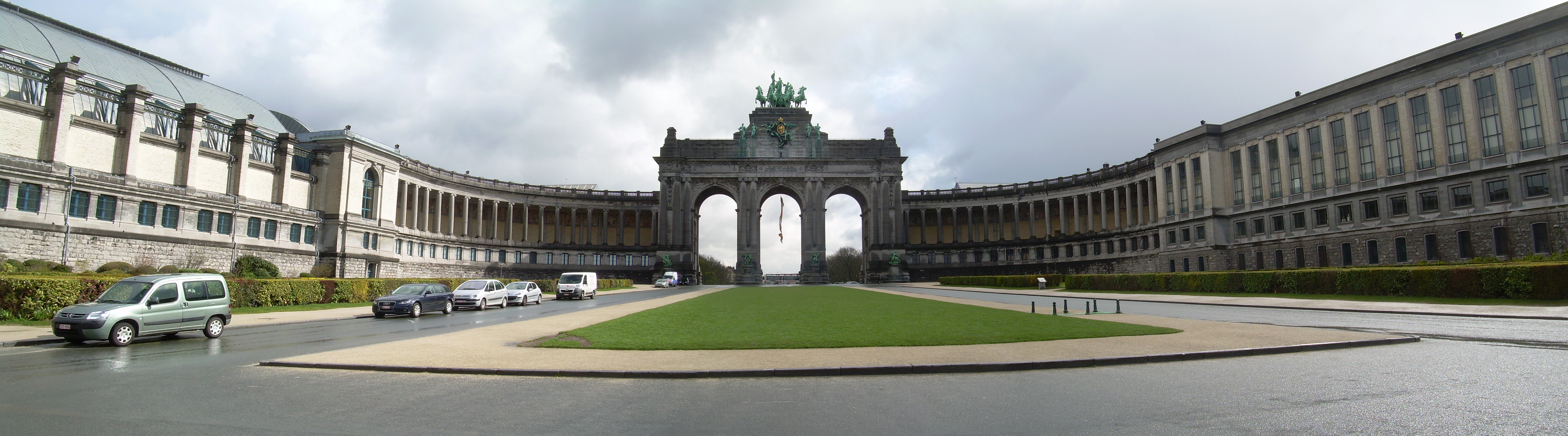
L'arco del Cinquantenario

## Pianta
| Ala N. Bordiau Ala S. Bordiau Museo militare Musei di arte e storia Sala sud (Palais Mondial) AutoWorld Sala nord Campo sportivo Arco Mos- chea T PU TUNNEL BELLIARD |